# Jennifer Hermoso Fuentes
Jennifer Hermoso Fuentes, coneguda com a Jenni Hermoso (Madrid, 9 de maig de 1990), és una futbolista espanyola que juga com a migcampista o davantera amb el Tigres de la UNAL Femenil.
És internacional absoluta amb la selecció espanyola des de 2012, de la qual és la màxima golejadora històrica. Amb la selecció espanyola, es va proclamar campiona del Mundial de 2023 i va arribar als quarts de final de les Eurocopes 2013, 2017 i 2022 i als vuitens de final del Mundial 2019.
Considerada per diversos mitjans de comunicació i especialistes esportius com una de les millors jugadores de futbol, ha guanyat una Lliga de Campions amb el FC Barcelona (2021), sis campionats de lliga (Futbol Club Barcelona 2014, 2015, 2020 i 2021, Rayo Vallecano, 2011 i Club Atlético de Madrid, 2019), a més de quatre Copes de la Reina (2014, 2016, 2020, 2021) amb el conjunt català, i una Copa francesa amb el Paris Saint-Germain (2018). A més ha obtingut el guardó a la màxima golejadora del campionat espanyol en cinc ocasions (2015-16, 2016-17, 2018-19, 2019-20, 2020-21). Prolífica golejadora, el 5 de desembre de 2020 va esdevenir la màxima golejadora de la història del Barça Femení en superar els 123 gols de Sonia Bermúdez en una golejada al Santa Teresa de Badajoz 9-0, dels quals Jenni en va fer quatre. El 6 de desembre l'IFFHS va fer públic l'equip ideal de l'any 2021 que la incloïa.

## Primers anys
Hermoso va començar a jugar a futbol al parc del barri on vivia al costat dels seus pares i germana, va créixer jugant a futbol sala i futbol set, compartint equips amb nois durant la major part de la seva joventut.
Hermoso és néta d'Antonio Hernández, antic porter de l'Atlètic de Madrid. De petita la portava a veure els partits de l'Atlético a l'Estadi Vicente Calderón. Hermoso va arribar a l'Atlético de Madrid als dotze anys animada pel seu avi.

## Trajectòria

### Atlético de Madrid (2004-2010)
Jennifer va debutar el 5 de desembre de 2004 marcant un gol en la victòria por 6-0 sobre el Vicálvaro. La temporada 2005-06 va jugar 16 partits i va marcar 12 gols, incluent el gol que va suposar l'ascens a la Superlliga davant la Unió Esportiva L'Estartit.
A la temporada 2006-07 van aconseguir mantenir-se en la Superlliga a la meitat de la taula i aconseguir els quarts de final de la Copa de la Reina. En la següent temporada van quedar setenes a la Superlliga i van aconseguir la semifinal de la Copa de la Reina. La següent temporada van repetir el setè lloc a la Superlliga i van caure en quarts de final de la Copa. A la temporada 2009-10, amb canvi de format en dues fases, van aconseguir el quart lloc a la Superlliga i van caure als vuitens de final a la Copa.

### Rayo Vallecano (2010-2013)
Va fitxar pel Rayo, vigent campió de la Superlliga, a la temporada 2010/11. Va debutar a la Lliga de Campions el 23 de setembre de 2010 davant el Valur, marcant el tercer gol del Rayo, i van arribar a vuitens de final, en els quals van ser eliminades per l'Arsenal. Aquesta temporada va guanyar la Superlliga marcant el gol que li va donar la victòria davant el Espanyol a la final. A la Copa de la Reina van assolir els vuitens de final.
A la qualificació per a la Lliga de Campions 2011–12, Hermoso va marcar dos gols contra el club estonià Pärnu. En l'últim partit de la classificació, Hermoso va marcar el seu primer hat-trick a la Lliga de Campions contra l'equip eslovè ŽNK Krka. El Rayo va acabar la fase de classificació amb 3 victòries en 3 partits per passar als vuitens de final de la Lliga de Campions, on Hermoso va marcar el seu primer gol de la ronda eliminatòria de la Lliga de Campions contra el Valur a setzens de finals. El Rayo va ser eliminat als vuitens de final, de nou contra l'Arsenal. A la lliga 2011–12, el Rayo va acabar en quart lloc. Hermoso va marcar el gol de la victòria contra el FC Barcelona el maig de 2012, posant fi a la seva ratxa d'invicte durant tota la temporada.
La temporada 2012-13 va començar bé per al Rayo, però els resultats van empitjorar i Hermoso va abandonar l'equip coincidint amb l'escàndol de Nueva Rumasa que va deixar sense suport econòmic l'equip femení del Rayo.

### Tyresö FF (2013)

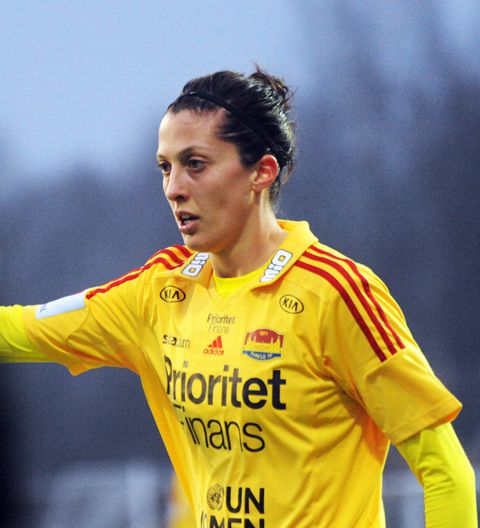
Hermoso amb el Tyresö FF el 2013.

El 2013, Hermoso va deixar el Rayo per fitxar pel Tyresö FF de la Damallsvenskan sueca per a la temporada 2013. El Tyresö va ser el primer equip d'Hermoso fora d'Espanya, i la primera vegada que va poder jugar a futbol com a professional.
Hermoso va debutar amb el Tyresö a la Lliga de Campions el 9 d'octubre contra el Paris Saint-Germain, on va entrar substituint, la que seria la seva futura companya també al Barça, Caroline Graham Hansen. Després va jugar altres dos partits més de Lliga de Campions amb el club, el segon contra el PSG i un altre contra el Fortuna Hjørring. Hermoso va deixar el club al desembre després de marcar 6 gols en 20 partits de lliga. El Tyresö acabaria sent subcampió de la Damallsvenskan i subcampió de la Lliga de Campions.

### FC Barcelona (2014–2017)
Al mercat d'hivern de la temporada 2013/14 va fitxar pel FC Barcelona. Va jugar 14 partits i va marcar 9 gols, incloent-ne un en el partit amb el qual van conquerir la Lliga sobre l'Atlético de Madrid, i la Copa de la Reina sobre l'Athletic Club.
Hermoso havia estat inscrita amb el Tyresö per a la Lliga de Campions 2013–14 i, per tant, no va poder debutar amb el Barça a la competició fins a la temporada 2014–15. Ho va fer als vuitens de final contra l'SK Slavia Praga.
Aquella temporada van ser de nou campiones de lliga, van arribar a vuitens de final a la Lliga de Campions i van caure a la semifinals de la Copa davant el València.
A la 2015-16 va avançar la seva posició per a jugar de fals nou, disparant els seus registres golejadors. En la Lliga de Campions van arribar a quarts de final, a la lliga van ser subcampiones, sent ella la màxima golejadora de la competició amb 24 gols. A la Copa va marcar dos gols a la final i gairebé va completar una remuntada de 3-0, però el Barça no va aconseguir marcar-ne un altre i el partit va acabar 3-2 a favor de l'Atlético de Madrid.
El febrer de 2017, Hermoso va ser nominada a l'Onze FIFPro de 2016 per primera vegada en la seva carrera. Va ser seleccionada com a novena entre les 15 jugadores de la categoria de migcampista. El març de 2017, Hermoso va marcar de cap contra el FC Rosengård als quarts de final de la Lliga de Campions 2016-17 per ajudar a classificar al Barça a la seva primera semifinal de la Lliga de Campions. El 2 de maig, Hermoso va marcar 6 gols en un sol partit davant l'Oiartzun Kirol Elkartea en una victòria per 13–0, situant-la màxima golejadora davant Sonia Bermúdez de l'Atlético de Madrid. Hermoso va acabar la lliga pitxitxi per segona temporada consecutiva, marcant 35 gols en 27 partits.
El 18 de juny de 2017, a la final de la Copa de la Reina 2017, Hermoso va marcar un doblet per guanyar el seu segon títol del KO amb el club.

### Paris Saint-Germain (2017–2018)

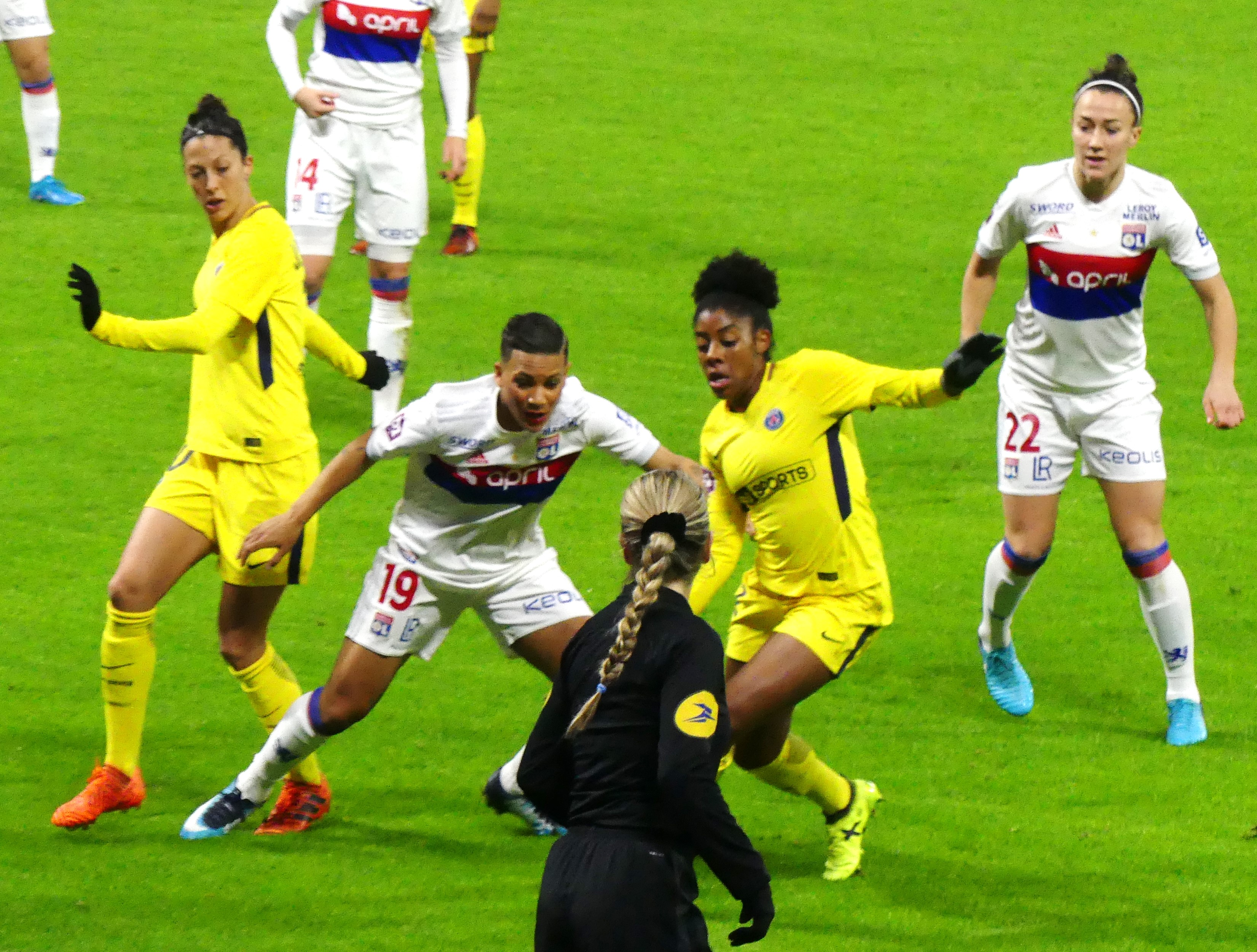
Hermoso (a l'esquerra) jugant amb el PSG davant l'Olympique de Lió el 2017.

El 3 de juliol de 2017, després d'estar-hi vinculada des del gener, Hermoso va signar un contracte de tres anys amb el Paris Saint-Germain. Al PSG, sota la direcció de Patrice Lair, va jugar més com a migcampista que com a davantera. Va debutar amb el seu nou equip el 10 de setembre amb una victòria per 3-0 sobre el Rodez. No va marcar fins al 17 de desembre, a la jornada 12, novament davant el Rodez.
Amb el PSG va jugar 19 dels 22 partits de lliga, 17 com a titular, i va marcar 6 gols. Va ser la millor assistent del PSG amb 7 assistències. El Paris Saint-Germain va acabar segon a la Division 1 aquella temporada, assegurant la classificació per a la Lliga de Campions 2018–19, i va guanyar la Copa de França.
El 10 d'agost de 2018, el PSG va informar d'un acord per a la rescissió del contracte amb Hermoso, ja que el tècnic Olivier Echouafni va dir que tenia nostalgia d'Espanya.

### Atlético de Madrid (2018-2019)

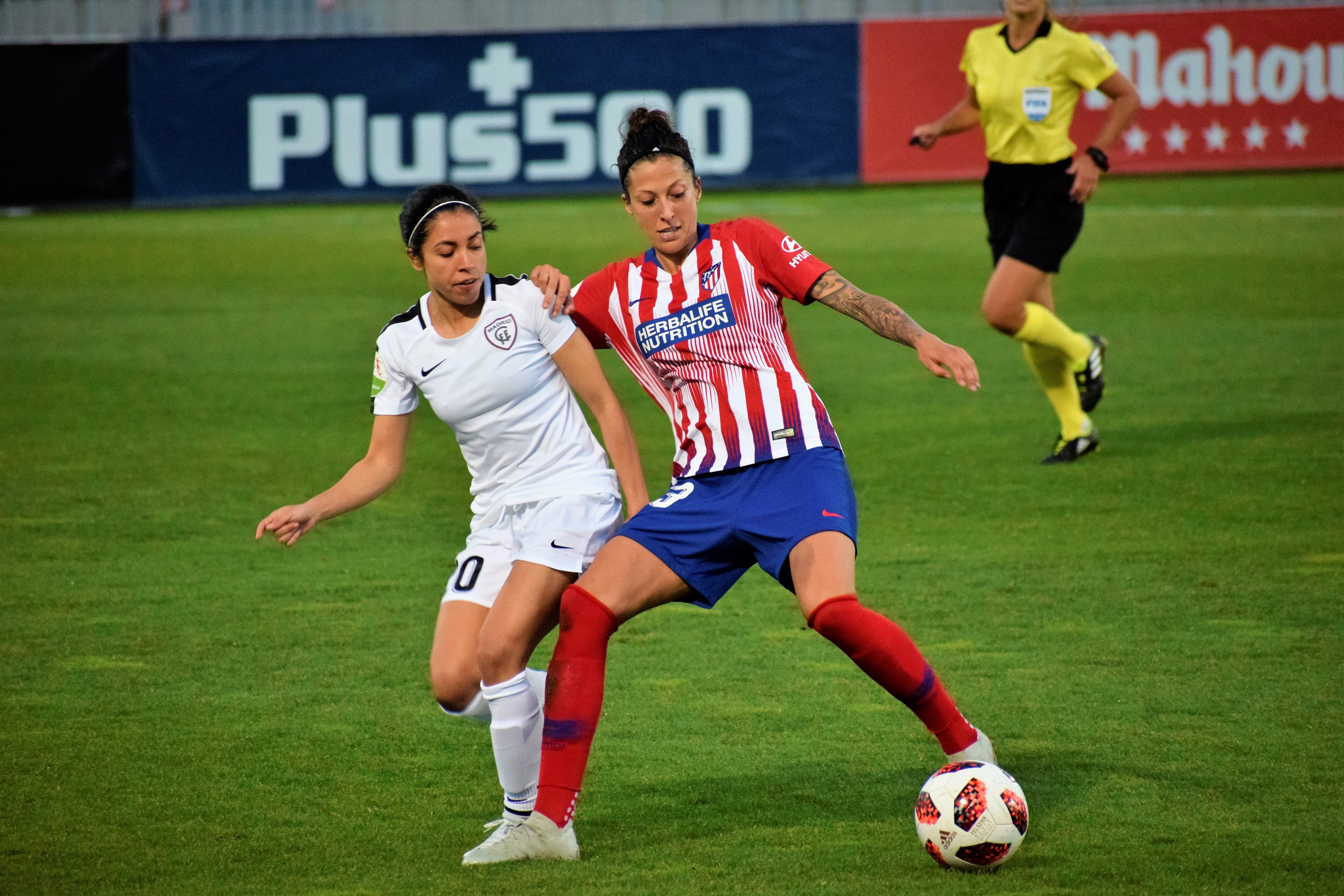
Jennifer Hermoso jugant un partit de Lliga davant el Madrid CFF el 2018.

Després d'una temporada al club parisenc torna al seu primer equip, l'Atlético de Madrid, l'estiu de 2018. A la Lliga de Campions van eliminar el Manchester City a setzens però van caure eliminades pel Wolfsburg. Aquest any va ser triada novena millor Playmaker de 2018 per la Federació Internacional d'Història i Estadística de Futbol (IFFHS), i una de les millors 50 jugadores del món, així com millor jugadora espanyola pel diari The Guardian, que va destacar la seva adaptació a Madrid i que havia marcat en totes les jornades excepte en dues. Va ser jugadora clau per a que l'Atlético conquerís la seva tercera lliga consecutiva, encara que va ser suplent en últim partit de lliga davant la Reial Societat a causa d'unes molèsties al peu. Va ser la màxima golejadora de la lliga amb 24 gols i elegida a l'Onze Ideal. En la Copa de la Reina, va ser subcampiona al perdre l'Atlético precisament davant la Real Sociedad per 2-1.

### FC Barcelona (2019-2022)

#### Temporada 2019-20
Després d'una temporada a l'Atlètic de Madrid, el juliol de 2019 va tornar al FC Barcelona on ja havia jugat des de 2014 fins al 2017. Va signar un contracte per tres anys. En el seu primer partit com a jugadora del Barcelona, va aconseguir un hat trick en 18 minuts contra el CD Tacón (actual Reial Madrid) al nou Estadi Johan Cruyff. L'1 de març de 2020, Hermoso va marcar el seu gol número 100 amb el Barça amb un hat-trick davant el Madrid CFF.
El maig, la pandèmia per COVID-19 va provocar la cancel·lació de la lliga 2019–20 i el Barça es va coronar guanyador quan restaven 8 jornades. Amb vint-i-un partits disputats sumava dinou victòries i dos empats, amb nou punts més que el segon, l'Atlético de Madrid. Hermoso va acabar com a màxima golejadora de la lliga amb 23 gols. Hermoso va competir als partits restants del Barcelona de la Lliga de Campions 2019-20 després que es reprengués a l'agost. Van classificar-se per a les semifinals de la Lliga de Campions eliminant l'Atlético de Madrid per 1-0, a partit únic i a porta tancada, però van caure eliminades en semifinals enfront del Wolfsburg amb el mateix resultat. Al final de la temporada, Hermoso va ser nomenada per primera vegada a l'equip de la temporada de la Lliga de Campions.

#### Temporada 2020-21
La Copa de la Reina 2019–20 es va posposar fins que es pogués tornar a jugar durant la temporada 2020-21. Hermoso va jugar la final de la Copa de la Reina 2019-20 el 13 de febrer de 2021 a l'estadi de La Rosaleda de Màlaga, on va marcar el tercer i últim gol del Barcelona contra l'Escuelas de Fútbol de Logroño de cap. Va ser el seu tercer títol de la Copa de la Reina amb el club.
El 5 de desembre de 2020 va establir una nova marca al club després de marcar 125 gols oficials, superant així a la ja retirada Sonia Bermúdez, qui fins aquell moment era la màxima golejadora històrica del club amb 123 gols. Poc després, també va superar el rècord de 108 gols a la Lliga de Bermúdez amb el Barça. A finals de 2020, Hermoso va ser nominada al premi Premi The Best FIFA, juntament amb la seva companya d'equip Caroline Graham Hansen. També va ser una de les vuit jugadores del FCB Femení nominades a l'Equip Femení de l'Any de la UEFA.
En el partit d'anada dels quarts de final de la Lliga de Campions 2020-21 contra el Manchester City, Hermoso va entrar al partit com a substituta, després d'haver rebut l'alta mèdica recentment. Va marcar l'últim gol del partit del Barcelona, donant-los un coixí de 3-0 i van avançar a les semifinals amb un marcador global de 4-2. El Barça després va jugar contra el Paris Saint-Germain Féminine a les semifinals, amb l'anada a l'Stade Jean-Bouin de París. Hermoso va marcar el primer gol de l'eliminatòria en un partit que va acabar amb un empat 1-1. El Barça després va guanyar 2-1 a casa, classificant-se per a la segona final de la Lliga de Campions del club.
El 16 de maig, Hermoso va ser titular en la primera final de la Lliga de Champions de la seva carrera contra el Chelsea. Al minut tretze, Melanie Leupolz va entrar en contacte amb ella a l'àrea de penal. El penal el va transformar Alexia Putellas per donar-li un avantatge de 2-0 al Barça. El Barça va marcar 2 gols més en els següents 20 minuts, i va guanyar la final per 4-0. Hermoso va acabar la seva temporada com màxima golejadora de la Lliga de Campions ampatada amb Fran Kirby amb sis. Va ser la primera jugadora espanyola i la primera jugadora de la lliga espanyola a fer-ho. També se li va donar un lloc a l'Equip de la temporada de la Lliga de Campions, la seva segona aparició. Més tard, Hermoso va guanyar el premi de Davantera de la temporada de la competició.
Jenni també va ser titular a la final de Copa 2020-21 en la qual van aconseguir el triplet, ja que a més de la Lliga de Campions també van guanyar la Lliga, el que suposava el 18è triplet a la història del club en totes les seccions.
Al llarg de la temporada 2020-21, Hermoso va disputar-se el títol de màxima golejadora de la lliga amb Esther González del Llevant. La cursa pel títol Pichichi entre totes dues es va decantar a la darrera jornada de lliga. Hermoso, que havia marcat 28 gols a la Lliga davant els 29 d'Esther, va marcar un hat-trick contra l'Eibar per aconseguir el seu tercer títol consecutiu i cinquè Pichichi en total. Amb aquesta victòria va superar el rècord de la seva antiga companya al Barça, Sonia Bermúdez, que tenia quatre títols d'aquest tipus. Hermoso va acabar la seva temporada amb 31 gols a la Lliga i va acabar com a màxima golejadora de les cinc millors lligues d'Europa per segona temporada consecutiva. L'agost de 2021, va ser nomenada finalista del Premi a la Millor Jugadora d'Europa de la UEFA al costat de les seves companyes del Barcelona Alexia Putellas i Lieke Martens.

#### Temporada 2021-22

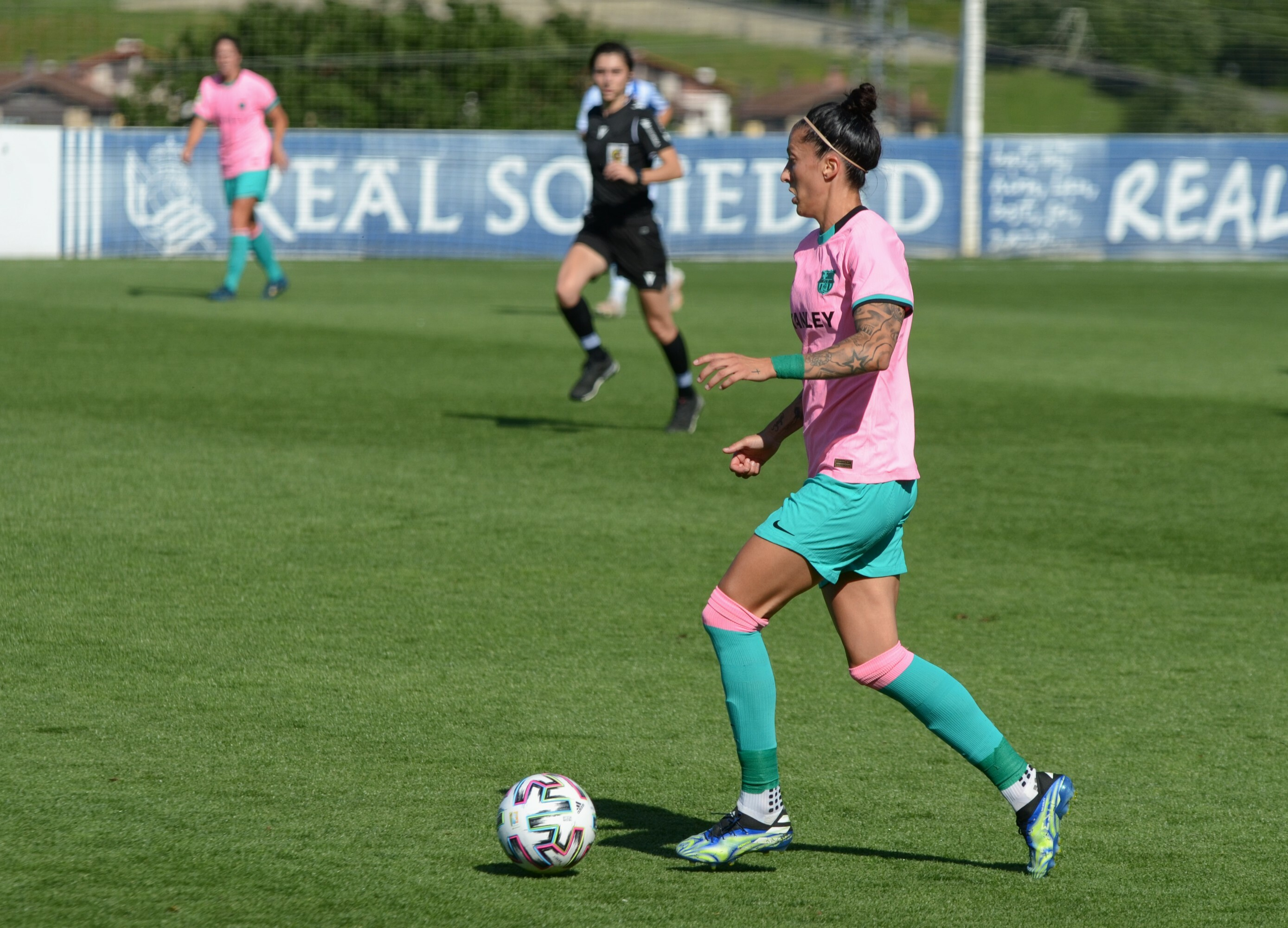
Jenni Hermoso a la temporada 2021-22.

A l'inici de la temporada 2021-22, Hermoso va recuperar el seu dorsal de samarreta "10" després que marxés Kheira Hamraoui. Hermoso va participar en el primer partit del Torneig Joan Gamper femení del FCB Femení contra la Juventus, on va marcar dos gols i va ser la jugadora del partit.
Hermoso va acabar l'any 2021 amb 51 gols en totes les competicions, la xifra més alta de qualsevol futbolista femenina del món.
El Barça va conquerir la Supercopa, l'únic títol que s'havia escapat la temporada passada, i va revalidar els de lliga i Copa, però va perdre la final de la Lliga de Campions novament davant de l'Olympique de Lió. Aquella va ser l'última temporada de Jenni al Barça. En les sis temporades i mitja de culer va esdevenir la màxima golejadora de la història del Club, amb 181 dianes en 224 compromisos oficials.

### Pachuca (2022–2024)
Després de setmanes d'especulació sobre el seu futur, Hermoso va signar amb el club de la lliga mexicana Pachuca el 21 de juny de 2022.

## Carrera internacional

### Categories juvenils
Hermoso va debutar amb la selecció espanyola sub-19 el 12 d'abril de 2007 davant Sèrbia a la segona fase de classificació per a l'Europeu sub-19 de 2007, on va marcar dos gols. Hermoso va jugar un total de 4 partits oficials amb la sub-19 d'Espanya.

### 2011–13: Debut i Eurocopa 2013
Al setembre de 2011, Hermoso va rebre la seva primera convocatòria oficial amb la selecció espanyola. Va debutar amb l'absoluta el 21 de juny del 2012 davant Turquia en una victòria per 4-0 que va permetre a Espanya jugar la repesca de la UEFA Women's Euro 2013. Hermoso va participar en la repesca davant Escòcia, en què Espanya es va classificar amb un gol a l'últim minut de la pròrroga. Hermoso va jugar 4 partits en la fase de classificació. Va marcar el seu primer gol amb la selecció en un amistós davant Rússia el gener del 2013.
El juny de 2013, el seleccionador nacional Ignacio Quereda va confirmar a Hermoso com a integrant de la seva plantilla de 23 jugadores per a la fase final de l'Eurocopa Femenina de la UEFA 2013 a Suècia. Hermoso va marcar el seu primer gol competitiu amb Espanya en el seu primer partit del torneig, que va estar a punt de ser el de la victòria davant Anglaterra al minut 85 per posar Espanya 2-1 en el marcador. Anglaterra va empatar poc després, però Espanya va marcar el gol de la victòria en el temps afegit per acabar el partit 3-2, i Hermoso va ser guardonada amb el premi a la Jugadora del Partit. Espanya va acabar segona del seu grup, darrere de França. A quarts de final es va enfrontar a Noruega, subcampiona del torneig, i Hermoso va marcar un gol al minut 89, però van caure derrotades per 3-1.

### 2014-15: Primera Copa Mundial Femenina per a Espanya
Va participar en els 10 partits de classificació per a la Copa Mundial Femenina de la FIFA Canadà 2015 i va marcar 7 gols, alternant entre el centre del camp i la mitjapunta. Al final de la fase de classificació, Espanya va acabar amb 9 victòries i un empat, classificant-se per al primer Mundial femení de la seva història. Al maig de 2015, Hermoso va ser convocada per al torneig, i va jugar el partit de debut d'Espanya al Mundial, en què Espanya va empatar 1-1 contra Costa Rica. Hermoso no va jugar els altres dos partits de la fase de grups, en què Espanya va perdre i no es va classificar per a la següent ronda, un resultat decebedor que va ser criticat per la premsa espanyola. Després dels mals resultats al Mundial, les 23 jugadores de la selecció espanyola van exigir la dimissió d'Ignacio Quereda amb un comunicat col·lectiu. Les jugadores van expressar el seu descontent amb la mala planificació de la selecció en el viatge al Canadà, la metodologia emprada amb el grup, la manca de partits amistosos previs al torneig i l'escassa anàlisi dels rivals de l'equip per part del mateix seleccionador. Les jugadores espanyoles es van negar a tornar a jugar amb la selecció si Quereda no marxava, cosa que finalment va passar el 30 de juliol.

### 2016–17: Eurocopa 2017
Hermoso va esdevenir titular indiscutible amb el nou seleccionador espanyol, Jorge Vilda, que va avançar la seva posició a la de davantera. Espanya va encadenar una ratxa invicta a la fase de classificació per a l'Eurocopa d'Holanda 2017. Espanya també va disputar la Copa de l'Algarve el març del 2017, un torneig amistós de preparació per a l'Eurocopa. Hermoso va marcar contra Noruega i va guanyar a la final al Canadà.
El 20 de juny de 2017, Hermoso va ser convocada per Jorge Vilda per disputar la seva segona Eurocopa. Va ser titular en els tres partits de la fase de grups i Espanya va acabar segona de grup empatada a punts amb Portugal i Escòcia. Amb prou feines va aconseguir arribar a quarts de final amb una millor diferència de gols i es va enfrontar a Àustria en quarts. El partit se'n va anar als penals i Àustria va guanyar la tanda.

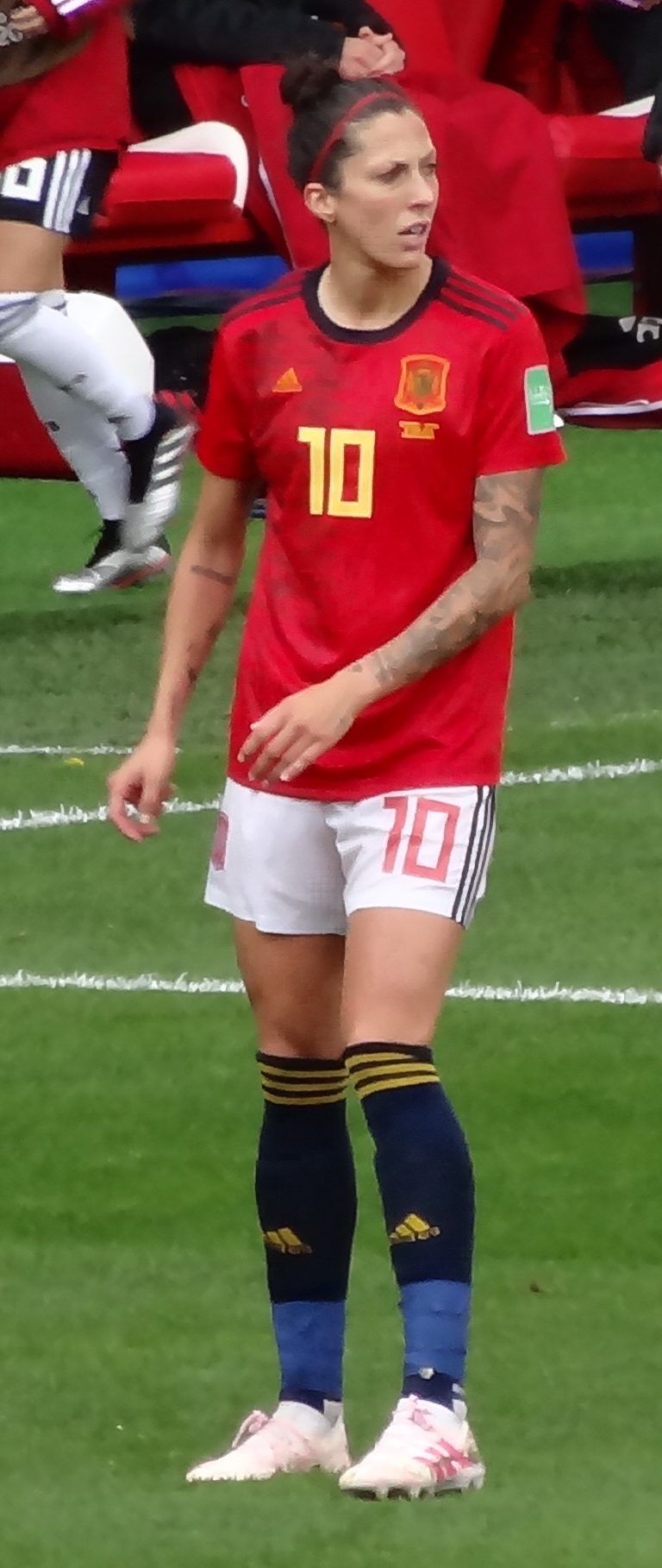
Hermoso durant el Mundial Femení de 2019

### 2018-19: Copa Mundial Femenina de la FIFA 2019
A la fase de classificació per a la Copa Mundial Femenina de la FIFA França 2019, Hermoso va contribuir directament als gols en cadascun dels partits d'Espanya, acumulant 7 gols i 9 assistències. En el segon partit de la fase de classificació, contra Sèrbia, va disputar el seu partit número 50 amb la selecció nacional. Espanya va completar la fase de classificació com a primera de grup, guanyant tots els partits. A la meitat de la fase de classificació, Hermoso va disputar la Copa Femenina de Xipre 2018, que va guanyar Espanya.
Hermoso va ser convocada per formar part de la selecció espanyola a la Copa Mundial Femenina de la FIFA França 2019. Va marcar dos gols en el partit inaugural de la seva campanya contra Sud-àfrica, tots dos de penal. Va ser nomenada millor jugadora del partit, al que Espanya va aconseguir la primera victòria en un torneig de la Copa Mundial Femenina.
Espanya va passar a vuitens de final per primera vegada en un Mundial i es va enfrontar als Estats Units. Els Estats Units van marcar als 7 minuts, però Hermoso va retallar distàncies dos minuts més tard. Va marcar des de fora de l'àrea després d'una assistència de Lucía García, que va aprofitar un rebuig de la defensa nord-americana Becky Sauerbrunn. Espanya va acabar perdent el partit davant les campiones del torneig després d'un polèmic penal assenyalat pel VAR, que Hermoso va dir després del partit que ella “no hauria xiulat”.

### 2020-21: Eurocopa 2021 i màxima golejadora històrica d'Espanya
El 14 de febrer de 2021, Hermoso va marcar 5 gols en un partit contra Azerbaidjan. D'aquests 5 gols, va ser el 41è que va marcar amb la selecció espanyola, superant Verónica Boquete com a màxima golejadora històrica de l'equip. Hermoso va acabar la fase de classificació per a l'Eurocopa del 2022 amb 10 gols, la màxima del Grup D.

### Copa del Món de la FIFA 2023
Hermoso va formar part de la llista de convocades per a la Copa Mundial Femenina de la FIFA 2023, organitzada a Austràlia i Nova Zelanda. Al segon partit d'Espanya contra Zàmbia, va marcar dos gols, la segona vegada que ho feia en un partit de la Copa Mundial. Va ser una ocasió històrica per a Hermoso, ja que va sumar el seu partit número 100 amb la selecció i va marcar el seu gol número 50. La selecció espanyola es va proclamar campiona del Mundial i Hermoso va rebre la Pilota de Plata com la segona millor jugadora del torneig.
Durant l'entrega de medalles, el president de la RFEF, Luis Rubiales, li va fer un petó als llavis malgrat el seu disgust evident. L'acció va generar crítiques, especialment cap al sexisme continuat en l'esport, i va suposar la petició de dimissió de Rubiales. Després que Hermoso hagués dit que ni esperava ni li agradava el petó rebut, Rubiales va entrar al vestidor de les jugadores i, segons es diu, va fer broma sobre casar-se amb ella a Eivissa. Hermoso va emetre un comunicat a través del seu sindicat, FUTPRO, dient que el petó era inacceptable i que treballaven per tal que Rubiales fos castigat.

## Estil de joc
Als inicis de la carrera d'Hermoso, jugava més amunt de la seva posició actual com a davantera, i se situava com a migcentre o migcampista ofensiva. El 2015, de la mà de Xavi Llorens i Jorge Vilda, Hermoso va passar a exercir un paper més ofensiu com a davantera centre o fals 9, ja que segueix ocupant actualment. Aquest canvi li va permetre passar de donar assistències i crear ocasions a convertir-se en una prolífica golejadora. Com a fals 9, Hermoso és més productiva com a davantera quan té l'oportunitat de jugar més profunda i moure's amb llibertat entre les línies rivals. Canvia amb regularitat entre la seva posició al centre i qualsevol posició a les bandes, tant creant com trobant espais. La llibertat de moviments d'Hermoso va ser clau en l'esquema tàctic del FC Barcelona els anys que hi va jugar, ja que li permetia tenir espai per rebre la pilota i crear ocasions. A més de ser la seva màxima golejadora, va ser una de les contribuïdores més grans en l'atac del Barça en les seves dues etapes al club. Amb Espanya, té un rol tàctic lleugerament diferent que requereix una pressió més intensa i més disciplina posicional.
Físicament, Hermoso destaca per la seva estatura, 1,75 m, cosa que li permet rematar de cap i ser una amenaça per les jugades a pilota parada. Com que no és especialment veloç, destaca quan se li dona l'oportunitat de jugar un futbol més parat, basat en la possessió. És esquerrana, però és capaç de marcar amb qualsevol dels dos peus.
Patrice Lair, exentrenador del PSG, la va definir com "una jugadora esquerrana molt tècnica i atlètica. Serà un complement per al nostre atac i també pot jugar en la posició de migcampista. Necessitem golejadores que marquin molt i aquest és precisament el seu perfil".

## Palmarès

### Club
- 1 Lliga de Campiones: 2020-21
- 7 Lligues espanyoles de futbol femení: 2010-11, 2013-14, 2014-15, 2018-19, 2019-20, 2020-21, 2021-22
- 5 Copes espanyoles de futbol femení: 2013-14, 2015-16, 2019-20, 2020-21, 2021-22
- 2 Supercopa d'Espanya de futbol femení: 2019-20, 2021-22
- 4 Copes Catalunya de futbol femení: 2014-15, 2015-16, 2016-17, 2019-20
- 1 Copa francesa de futbol femení: 2017-18

### Selecció
- Copa d'Algarve: 2017
- Copa de Xipre: 2018
- Copa del Món Femenina de Futbol: 2023

### Reconeixements individuals
- 5 Trofeu Pitxitxi: 2015-16, 2016-17, 2018-19, 2019-20, 2020-21
- Equip ideal de la Lliga de Campions Femenina de la UEFA: 2019-20, 2020-21
- Màxima golejadora de la Lliga de Campions Femenina de la UEFA: 2020-21
- Millor davantera d'Europa: 2020-21[140]
- Equip ideal de 2021 de l'IFFHS.[7]